# Philippe-Honoré Roy
Philippe-Honoré Roy, né le 30 juillet 1847 à Henryville et mort le 17 décembre 1910 à Montréal, est un avocat, criminel et homme politique québécois.

## Biographie

### Famille et études
Il est le fils d'Édouard Roy et d'Esther Lamoureux. Il étudie au Collège Sainte-Marie-de-Monnoir à Marieville, à l'Université Victoria à Montréal et au Collège militaire de Montréal. Il effectue sa cléricature auprès de Louis-Amable Jetté et est admis au barreau du Québec le 15 juillet 1871. Le 11 juillet 1878, il épouse Auglore Molleur, fille de Louis Molleur. Il devient plus tard le beau-père d'Armand Lavergne.

### Carrière
Il exerce la profession d'avocat à Montréal. Il s’associe notamment avec Flavien-Guillaume Bouthillier et Amédée Emmanuel Forget. Il est président de la Compagnie du chemin de fer de la vallée est du Richelieu, de la Banque de Saint-Jean. Il possède plusieurs actifs dans les environs de Saint-Jean-sur-Richelieu.

### Politique
En 1871, il participe à la création du Parti national. Candidat aux élections québécoises de 1890 et canadiennes de 1896, il parvient à se faire élire député de Saint-Jean à l'Assemblée législative du Québec, sous la bannière libérale, en 1900. Il est réélu aux élections de 1904. Il occupe le poste d'orateur de l'Assemblée législative du Québec à partir du 15 janvier 1907. Il se porte candidat à la mairie de Montréal en février 1908, mais perd l'élection.
En 1909, il est condamné à 5 ans de prison pour falsification de documents bancaires. Il est enfermé au Pénitencier Saint-Vincent-de-Paul. Il meurt l'année suivante à l'Hôtel-Dieu de Montréal et est inhumé au cimetière de Saint-Jean.